# 宮之阪駅
宮之阪駅（みやのさかえき）は、大阪府枚方市宮之阪一丁目にある、京阪電気鉄道交野線の駅。駅番号はKH61。

## 歴史
- 1940年（昭和15年）9月11日：交野電気鉄道の中宮駅として開業。
- 1945年（昭和20年）
  - 5月1日：会社合併により京阪神急行電鉄の駅となる[2]。
  - 9月15日：輸送混乱防止のため、使用を中止[2]。
- 1946年（昭和21年）2月15日：営業再開[2]。
- 1949年（昭和24年）12月1日：会社分離により京阪電気鉄道の駅となる。
- 1956年（昭和31年）8月31日：改札上家新築[2]。
- 1968年（昭和43年）12月1日：ホーム延伸・駅改良[2]。
- 1971年（昭和46年）
  - 6月6日：当駅の先にある中宮信号所から村野まで複線化。
  - 6月20日：宮之阪駅に改称[2]。
- 1974年（昭和49年）
  - 3月3日：単線で駅を高架化[2]。
  - 12月1日：駅およびその前後の高架化完成。当駅から中宮信号所まで複線化[2]。
- 1976年（昭和51年） 3月12日：高架下に「宮之阪ショッピングテラス」[3]（現「エル宮之阪」）開業。
- 1992年（平成4年）11月28日：枚方市から当駅までの高架複線化が完成[4][5][6]。行違い設備廃止。
- 1993年（平成5年）1月30日：枚方市行きホームとコンコースの間に車イス対応エスカレーター設置。
- 2010年（平成22年）6月1日：高架下の「エル宮之阪」のリニューアル工事竣工。
- 2011年（平成23年）3月1日：身体障害者対応エレベーターが使用開始[注 1]。

## 駅構造

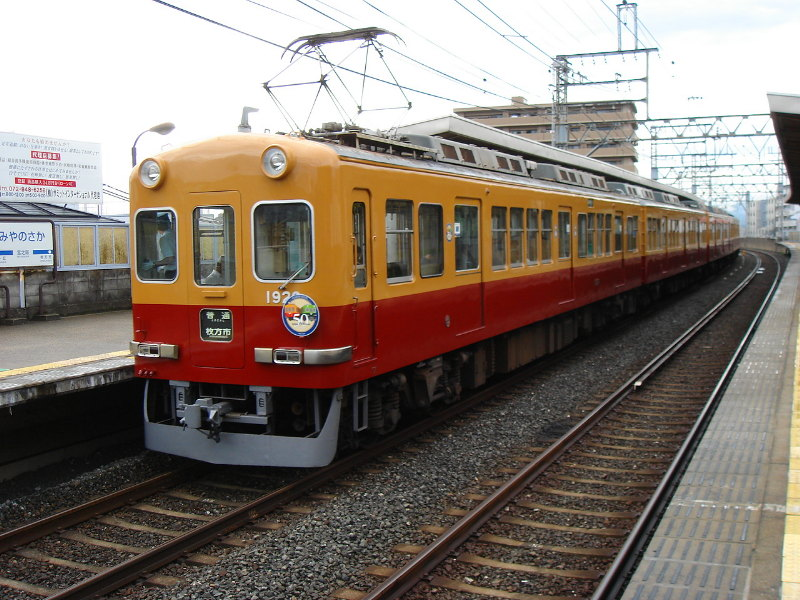
プラットホーム。1900系 (2008年廃車) の復刻塗装車が停車中。

相対式2面2線のホームを持つ高架駅である。ホームは2階にある。改札口は1か所のみ。2011年（平成23年）3月1日にエレベーターと車イス対応トイレが設置された。
トイレは改札内にある。
枚方市行きのホーム、私市行きのホーム、いずれもエレベーターが設置されているが、枚方市行きのホームには、改札からホーム行きの上りエスカレーターが設置されている。
改札外には出入口、切符売り場、改札口、公衆電話、時刻表などがある。

### のりば
| 番線 | 路線    | 方向 | 行先       |
| ---- | ------- | ---- | ---------- |
| 1    | ■交野線 | 上り | 枚方市方面 |
| 2    | ■交野線 | 下り | 私市方面   |

付記事項
- ホーム有効長は5両。
- 枚方市駅の高架化工事が完成するまでは枚方市 - 当駅間が単線であったため、当駅で列車交換が行われていた。

## 利用状況
2019年（令和元年）度のある特定日における1日乗降人員は6,153人（乗車人員：3,111人、降車人員：3,042人）である。
交野線では、私市、星ヶ丘に次ぐ、3番目に利用者が少ない駅である。
各年度の特定日における1日乗降・乗車人員数は下表の通り。
| 年度   | 特定日   | 特定日   | 出典        |
| 年度   | 乗降人員 | 乗車人員 | 出典        |
| ------ | -------- | -------- | ----------- |
| 2000年 | 5,395    | 2,767    | [ 統計 1 ]  |
| 2001年 | -        | -        |             |
| 2002年 | 5,127    | 2,617    | [ 統計 2 ]  |
| 2003年 | 5,478    | 2,813    | [ 統計 3 ]  |
| 2004年 | 5,349    | 2,760    | [ 統計 4 ]  |
| 2005年 | 5,292    | 2,717    | [ 統計 5 ]  |
| 2006年 | 5,204    | 2,671    | [ 統計 6 ]  |
| 2007年 | 5,026    | 2,574    | [ 統計 7 ]  |
| 2008年 | 4,969    | 2,550    | [ 統計 8 ]  |
| 2009年 | 4,996    | 2,577    | [ 統計 9 ]  |
| 2010年 | 5,009    | 2,553    | [ 統計 10 ] |
| 2011年 | 5,080    | 2,563    | [ 統計 11 ] |
| 2012年 | 5,136    | 2,601    | [ 統計 12 ] |
| 2013年 | 5,197    | 2,631    | [ 統計 13 ] |
| 2014年 | 5,469    | 2,754    | [ 統計 14 ] |
| 2015年 | 5,750    | 2,942    | [ 統計 15 ] |
| 2016年 | 5,800    | 2,921    | [ 統計 16 ] |
| 2017年 | 5,633    | 2,811    | [ 統計 17 ] |
| 2018年 | 5,818    | 2,956    | [ 統計 18 ] |
| 2019年 | 6,153    | 3,111    | [ 統計 19 ] |

## 駅周辺

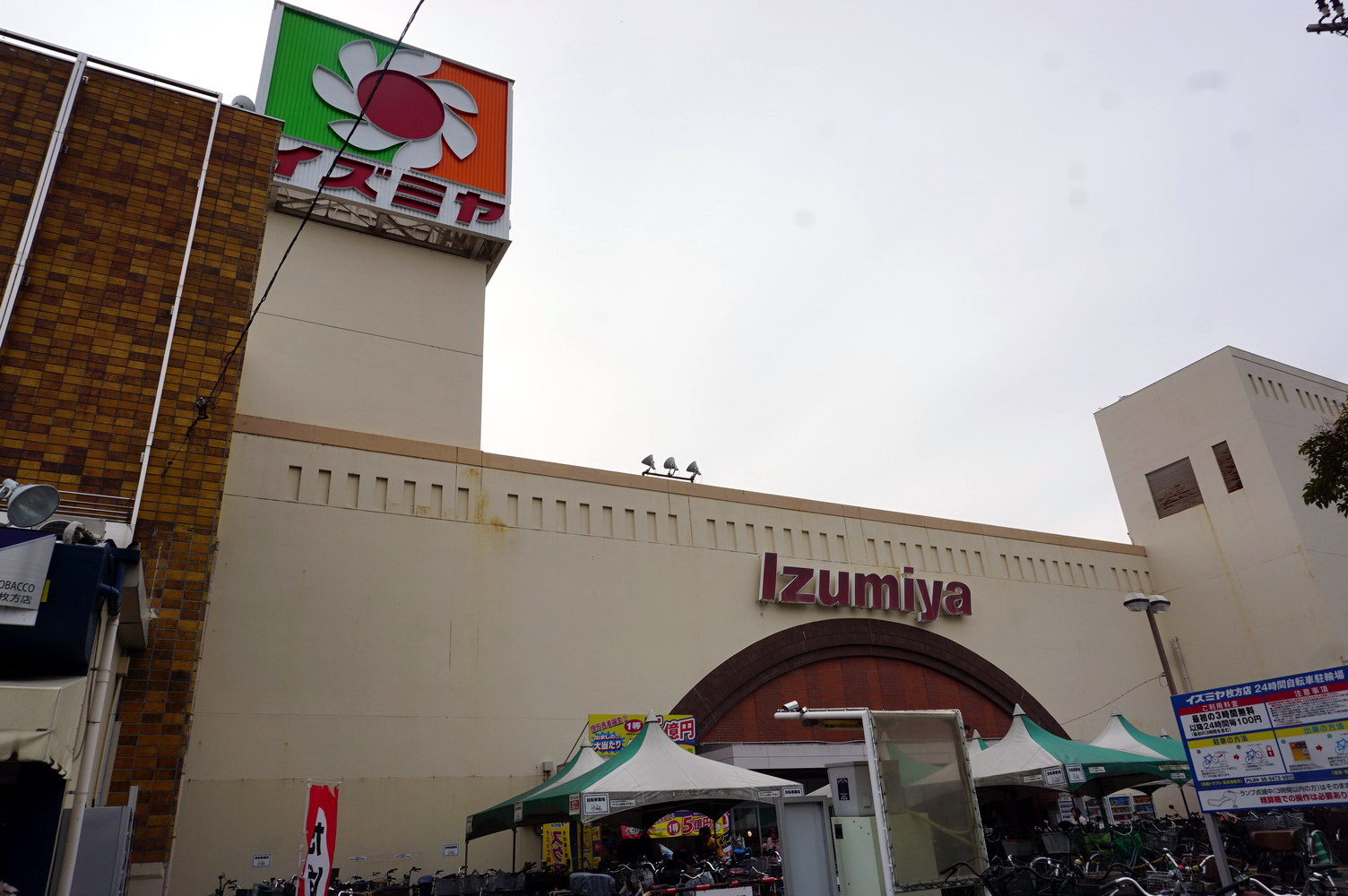
イズミヤ枚方店（2017年3月）

周辺は住宅地となっている。駅東側には病院・百済寺跡公園・中高一貫校があり、駅から少し離れた西側を天野川が流れる。駅の高架下には各種店舗が入居するショッピングゾーン「エル宮之阪」がある。
- 百済寺跡公園
- 百済王神社
- 禁野車塚古墳
- 枚方市立図書館宮之阪分室
- 枚方宮之阪郵便局
- 枚方警察署宮之阪交番
- 常翔啓光学園中学校・高等学校
- 枚方市立明倫小学校
- サンディ宮之阪店
- イズミヤ枚方店
- 大阪精神医療センター
- 天の川病院
- 大阪府道20号枚方富田林泉佐野線
- 大阪府道139号枚方茨木線
- 京阪バス「宮之阪」停留所
- 天野川

## 隣の駅
京阪電気鉄道
交野線
枚方市駅 (KH21) - 宮之阪駅 (KH61) - 星ヶ丘駅 (KH62)
- 括弧内は駅番号を示す。